# Abrotelia
Abrotelia (altgriechisch Αβροτέλεια; bl. 400 v. Chr.) war eine griechische Pythagoreerin.
Iamblichos von Chalkis erwähnt Abrotelia als eine der siebzehn weiblichen Pythagoreerinnen in seinem Werk Über das pythagoreische Leben. Demnach war sie die Tochter eines Abroteles von Tarent, einer griechischen Kolonie im Süden Italiens, und wurde wahrscheinlich dort geboren.